# Делонг, Том
То́мас Мэ́ттью «Том» Дело́нг-мла́дший (англ. Thomas Matthew "Tom" DeLonge, Jr.; род. 13 декабря 1975) — американский музыкант, автор песен и продюсер южно-калифорнийской панк-рок группы Blink-182. Пока с 1992 по 2005 год Том был участником Blink-182, он же вместе с Трэвисом Баркером создал сторонний проект — Box Car Racer в 2002 году, выпустив один одноименный альбом. После ухода из Blink-182, он создал группу Angels & Airwaves вместе с бывшими участниками групп Hazen Street, The Distillers, The Offspring и Rocket From The Crypt. В 2009 году Blink-182 воссоединились. Позже в 2015 году покинул группу. В 2022 году вернулся в группу. В данный момент занимается уфологией, написанием книг и продюсированием фильмов, также является основателем компании To the Stars.

## Ранние годы
Том родился 13 декабря 1975 года в городе Поуэй, штат Калифорния, в семье Конни и Томаса-старшего. У Тома есть старший брат Шон и младшая сестра Кэри. Его первым музыкальным инструментом стала труба, которую родители подарили ему на рождество, когда мальчику было 11 лет. В школе он учился средне, и больше заботился о музыке — подростком он заинтересовался панк-роком, — и скейтбординге, чем о своих отметках.
В первый раз Том взял в руки гитару в доме своего друга, слушая записи панк-рок группы «Bad Religion», а свою первую гитару получил как подарок на день рождения в 15 лет. Он потратил много времени, подбирая на гитаре песни «Descendents», а одной из первых его групп стала команда тинейджеров под названием «Big Oily Men», состав которой постоянно менялся.
Несмотря на то, что Том довольно рано заинтересовался рок-музыкой, становиться музыкантом он и не думал — поначалу юный Делонг собирался стать пожарным и принимал участие в юношеской программе «San Diego Cadet Program». Когда ему исполнилось 18 лет, его родители развелись — позже это событие станет источником вдохновения для песни 'Stay Together for the Kids'.
В 1991 году Тома выгнали из школы Поуэй, после того, как застукали пьяным на школьном баскетбольном матче, и доучиваться в этот год ему пришлось в школе Ранчо-Бернардо — об этом рассказывает песня «Dick Lips». Затем он всё-таки вернулся в школу Поуэй и окончил её в 1993 году.

## Музыкальная карьера
В Ранчо-Бернардо Делонг познакомился с Энн Хоппус, которая, узнав о желании Тома играть в группе, в августе 1992 года познакомила Тома со своим братом Марком, который разделял его интерес к рок-музыке. Том познакомил Марка с барабанщиком Скоттом Рэйнором, и втроём они основали группу «Duck Tape», позже переименованную в «Blink-182». Группа добилась большого успеха в 1999 году (уже с другим барабанщиком, Трэвисом Баркером) после выпуска альбома «Enema of the State», достигшего 9 позиции в хит-параде Billboard 200 и ставшего мультиплатиновым. Следующему альбому группы — Take Off Your Pants and Jacket (2001) удалось занять первую строчку рейтинга в США, Канаде и Германии. Пятый альбом группы Blink-182 (2003) ознаменовал собой сдвиг в творчестве группы, привнесший в поп-панк звучание группы некоторые несвойственные этому стилю экспериментальные элементы[какие?].
В 2005 году группа отправилась в бессрочный отпуск, не объявляя о своём распаде. В это время Делонг, который надеялся, что полугода ему хватит, чтобы отдохнуть, сфокусировался на своём проекте «Angels & Airwaves», и перерыв в творчестве группы продлился дольше ожидаемого. Однако в феврале 2009 года на 51-й церемонии «Грэмми» «Blink-182» официально объявила, что готова собраться в прежнем составе и вернуться на рок-сцену. В сентябре 2011 года музыканты выпустили свой шестой студийный альбом «Neighborhoods». Сам Том отзывается о своём тогдашнем решении выйти из состава «Blink-182» как о самом неудачном поступке в своей жизни.
В 2015 году ДеЛонг вновь покидает Blink-182, после чего выпускает сольный альбом To The Stars... Demos, Odds & Ends, а затем из-за проблем с позвоночником практически полностью прекращает музыкальную деятельность до весны 2019 года несмотря на то, что ещё оставался в составе Angels & Airwaves. На данный момент ДеЛонг работает над шестым альбомом Angels & Airwaves, а также планирует вновь вернуться в Blink-182 в 2020-2021 годах.
11 октября 2022 года Blink-182 выложила видео с анонсом возвращения Тома Делонга в группу и записи с ним нового альбома. 

## Творчество
Гитары
С момента основания Blink-182 и примерно до 2002 года ДеЛонг пользовался различными моделями Fender Stratocaster, в том числе своей именной моделью Fender Tom DeLonge Stratocaster, экспериментируя с различными педалями и эффектами для достижения тяжёлого панк-звучания. После работы с Box Car Racer он начинает пользоваться исключительно полуакустическими электрогитарами от Epiphone, что становится новаторским явлением для панк-рока. В 2003 году Epiphone выпускает именную полуакустическую гитару ДеЛонга Tom DeLonge Signature ES-333, при помощи которой им были записаны безымянный альбом Blink-182 и все альбомы Angels & Airwaves.
Стиль
Творческий путь Тома ДеЛонга можно разделить на две части. Его раннее творчество можно охарактеризовать как скоростной, однако мелодичный панк-рок. Типичные риффы ДеЛонга в основном игрались на первых струнах, при чём шестая струна прижималась большим пальцем для достижения высокого, "тёплого" звучания. После выхода альбома Enema of the State ДеЛонг начинает увлекаться пост-хардкором и прогрессивным роком, в результате чего его гитарные партии замедляются, утяжеляются и меняют своё звучание с мажорного на минорное. После катастрофы 2001 года ДеЛонг также меняет свои творческие установки, и темы его песен всё чаще обращаются к философии и личному жизненному опыту, чем к туалетному юмору, присущему ранним Blink-182. На альбоме We Don’t Need to Whisper ДеЛонг практически полностью отказывается от своего старого музыкального стиля, уходя от панк-корней и обращаясь к спейс-року и прогрессивной музыке, и до сих пор придерживается своего нового звучания. 
Влияния
Том неоднократно заявлял, что наибольшее влияние на его творчество оказали такие исполнители, как Descendents, Stiff Little Fingers, Screeching Weasel, Fugazi, U2 и Depeche Mode. Своим любимым альбомом он называет The Joshua Tree группы U2. 
Брендон Ури из Panic! At the Disco назвал творчество ДеЛонга одним из источников вдохновения для его группы. В частности, Ури унаследовал его манеру пения и считал ДеЛонга одним из лучших композиторов за всю историю рок-музыки.

## Личная жизнь
26 мая 2001 года Том женился на своей давней подруге Дженнифер Дженкинс. Свадьба состоялась на острове Коронадо в заливе Сан-Диего. Том и Дженнифер дружили ещё со школы в Орбите и начали встречаться в 1996 году. На приёме играла группа «Jimmy Eat World», а каждый из пяти друзей жениха, включая Марка Хоппуса, получил от Тома серебряный йо-йо от «Tiffany & Co.».
Том и Дженнифер проживали в городе Дель Мар, штат Калифорния. У пары двое детей — дочь Ава Элизабет (род. 2002) и сын Джонас Рокет (род. 2006). Также у них есть две собаки.
В 2017 году ДеЛонг развелся со своей первой женой. Начиная с 2019 года состоит в отношениях с девушкой по имени Мари. В мае 2021 года пара объявила о своей свадьбе.

## Дискография
В составе Blink-182
Cheshire Cat (1994)
Dude Ranch (1997)
Enema of the State (1999)
Take Off Your Pants and Jacket (2001)
Blink-182 (2003)
Neighborhoods (2011)
Dogs Eating Dogs EP (2012)
В составе Angels & Airwaves
We Don’t Need to Whisper (2006)
I-Empire (2007)
Love (2010)
Love: Part Two (2011)
The Dream Walker (2014)
Lifeforms (2021)
В составе Box Car Racer
Box Car Racer (2002)
Сольная дискография
To The Stars... Demos, Odds & Ends (2015)

## Фильмография
| Год  | Название                                         | Тип                   | Актёр | Продюсер | Режиссёр |
| ---- | ------------------------------------------------ | --------------------- | ----- | -------- | -------- |
| 1999 | Рука-убийца                                      | полнометражный фильм  | Да    |          |          |
| 1999 | Американский пирог                               | полнометражный фильм  | Да    |          |          |
| 2008 | Start the Machine                                | документальный фильм  | Да    | Да       | Да       |
| 2011 | Любовь                                           | полнометражный фильм  |       | Да       |          |
| 2015 | Поэт Андерсон: Покоритель снов                   | мультфильм            |       | Да       | Да       |
| 2019 | Unidentified: Inside America's UFO Investigation | документальный сериал | Да    | Да       |          |